# SCL Tigers
Die SCL Tigers sind ein Eishockeyclub aus Langnau im Emmental im Kanton Bern, der seit dessen Gründung mehrheitlich in der höchsten Schweizer Spielklasse, der heutigen National League, gespielt hat. Die Mannschaft trägt ihre Heimspiele in der 6'050 Zuschauer fassenden Emmental Versicherung Arena aus. In der Saison 1975/76 gewann der Club – der bis 1999 unter dem Namen Schlittschuh-Club Langnau in Erscheinung trat – seinen bisher einzigen Schweizer Meistertitel. Ausserdem wurden die Langnauer bislang vier Mal Meister der zweithöchsten Schweizer Spielklasse, zuletzt in der Saison 2014/15.

## Geschichte
Gründungsdatum des Schlittschuh-Clubs Langnau ist der 30. Januar 1946. Aufgrund von Schwierigkeiten bei der Herstellung von Eis – das Wetter verhinderte den Betrieb – konnte im Winter 1947/48 nicht Schlittschuh gelaufen werden, obwohl man bereits im Dezember 1947 Eis hätte produzieren können. Die Saison 1948/49 startete bereits im Sommer aufgrund der Planierung auf dem Gelände der Napro, dort wo die Eisbahn errichtet werden sollte. In Betrieb genommen wurde die Eisbahn am 26. Dezember 1948. Der SC Langnau, der noch keine Meisterschaftsspiele absolviert hatte, sicherte sich den «Begert-Cup». Dabei wurden neun von 16 Spielen gewonnen. Das Spiel gegen Rotblau Bern wurde von über 1000 Zuschauern besucht.
In der Nähe der Ilfis wurde der Eisplatz verwirklicht und das Platzproblem beendet. Allerdings wurden die Arbeiten später als geplant abgeschlossen. Der Platz wurde mit einer Beleuchtung ausgestattet. Der SC Langnau nahm nun erstmals am Spielbetrieb der Schweizer Meisterschaft teil und startete in der untersten Ligastufe des Schweizer Eishockeys. Gegner in der Saison 1949/50 waren Roggwil, Olten, Münsingen und die zweite Mannschaft von Rotblau Bern in der Gruppe 4 der Serie B. Gegen jedes Team wurde allerdings lediglich eine Partie absolviert. Dabei wurden drei von vier Spielen gewonnen und nach Tabellenführer Roggwil der zweite Platz belegt. Drei der Spiele fanden in Langnau statt. In der Spielzeit 1950/51 nahmen die Langnauer am Ligabetrieb der Serie B, Gruppe 6 Zentralschweiz, teil. Erstmals wurde Langnau Gruppensieger vor dem punktgleichen Konolfingen, unterlag aber im Kampf um den Aufstieg Bern. Hingegen gewann Langnau den Kantonal-Cup der Serie B. In jener Saison absolvierte die Mannschaft insgesamt 23 Spiele, davon 16 zuhause.
Die SCL Tigers sind der Nachfolgeverein des 1946 gegründeten Schlittschuh-Club Langnau (SCL), welcher 1999 unter der Leitung von Präsident René Zeh in die SCL Tigers AG ausgelagert wurde. Zeh wurde erster Präsident des Verwaltungsrates. Der Tiger als Vereinslogo des Clubs stammt vom langjährigen Hauptsponsor, der 1850 gegründeten Langnauer Traditionsfirma «Tiger Käse AG» (seit 2004 «Emmi Fondue AG»), die mit ihrer Marke «Tiger» seit den 1970er Jahren den Club sponsert.
Im Oktober 2001 übernahm der Geschäftsmann Ruedi Soltermann Zehs Amt. Im Sommer 2002 bestätigte die AG, eine Schuldenmenge von mehr als einer Million Franken zu haben, auch in den folgenden Jahren gab es immer wieder Finanzprobleme. Anfang Februar 2005 schied Armin Müller aus dem Verwaltungsrat aus. Dem SCL zufolge soll der im VR für Sponsoring zuständige Müller für die Saison 2004/05 Werbeeinnahmen von fast 1,3 Millionen Franken in Aussicht gestellt haben, von denen nur ein Bruchteil eintraf. Die SCL Tigers kündigten an, Anzeige wegen Urkundenfälschung sowie ungetreuer Geschäftsführung zu stellen. VR-Mitglied Hans Grunder gab Ende Februar 2005 bekannt, es bestehe sogar die Gefahr, dass man die Löhne nicht mehr auszahlen könne. Soltermann schied im Dezember 2005 als VR-Präsident aus, auch zu diesem Zeitpunkt war die SCL Tigers AG nach wie vor in wirtschaftlichen Schwierigkeiten. Grunder übernahm als neuer Präsident den Vorsitz in dem Gremium.
Der SCL durchlebte Ende der 2000er Jahre abermals wirtschaftlich angespannte Zeiten, was im Juli 2009 zur Gründung der Initiative «Rettet die Tiger» mit dem Unternehmer Peter Jakob an der Spitze führte. Im September 2009 wurde Jakob als Grunder-Nachfolger Präsident des Verwaltungsrates der SCL Tigers AG, nachdem das Unternehmen im vorangegangenen Jahr wieder hohe Verluste eingefahren und Grunder selbst für das Stopfen eines finanziellen Loches gesorgt hatte.
In der Saison 2010/11 schafften die Tigers erstmals seit der Einführung des neuen Modus mit Play-offs und Play-outs den Einzug in die Play-offs. Dies gelang sieben Spiele vor Abschluss der Qualifikation durch einen 3:2-Auswärtssieg bei den Rapperswil-Jona Lakers.
Die Spielstätte der SCL Tigers, die damalige Ilfishalle, wurde 2012 umfassend saniert.
Am 9. Dezember 2012 wurde Cheftrainer John Fust, welcher die Tigers zum ersten Mal in die Play-offs geführt hatte, freigestellt. Dies geschah aufgrund der schlechten Tabellenlage – letzter Platz mit 13 Punkten Rückstand auf den Zweitletzten nach 28 Spielen. Alex Reinhard, welcher bis zu diesem Zeitpunkt Assistenztrainer war, wurde daraufhin zum neuen Cheftrainer ernannt. Die sportliche Situation verbesserte sich unter Reinhard und dessen Assistenten, Konstantin Kuraschew, nicht entscheidend, und so übernahmen am 10. April 2013 Jakob Kölliker und Alfred Bohren die Leitung des Teams, um die drohende Relegation zu verhindern. Am 16. April 2013 verloren die SCL Tigers auswärts das sechste Ligaqualifikationsspiel gegen den Lausanne HC mit 2:3, womit diese Serie mit 2:4 Niederlagen verloren ging. Nach 15-jähriger NLA-Zugehörigkeit stiegen die SCL Tigers in die zweithöchste Spielklasse, die NLB, ab.
Im April 2014 wurde Jörg Reber als neuer Sportchef eingestellt. Knapp zwei Jahre nach dem Sturz in die NLB stiegen die Tigers am 9. April 2015 bereits im vierten Liga-Qualifikationsspiel gegen die Rapperswil-Jona Lakers wieder in die NLA auf.
Trotz dem Aufstieg musste Meistermacher Bengt-Åke Gustafsson gehen. Nach Ansicht von Sportchef Reber benötigte die Mannschaft in der NLA einen «aggressiveren Spielstil». Diesen sollte der Kanadier Benoît Laporte installieren, der im Mai 2015 als Gustafssons Nachfolger im Cheftraineramt verpflichtet wurde.
Seit dem Amtsantritt Peter Jakobs als VR-Präsident im Jahr 2009 ging es mit der SCL Tigers AG wirtschaftlich bergauf: Anfang Februar 2016 sagte Jakob anlässlich des 70. Gründungsjubiläums des Schlittschuh-Clubs Langnau gemäss Der Bund: «Sieben Jahre später sind wir eine kerngesunde Unternehmung, schreiben schwarze Zahlen und gehören zu den zehn grössten KMU in Langnau.» Die AG sei «faktisch schuldenfrei», so Jakob im Februar 2016 weiter. Zum Aufschwung trugen unter anderem die verbesserten Zuschauerzahlen in der sanierten Ilfishalle und erhöhte Einnahmen im Gastronomiebereich bei.
Im März 2016 wurde Laporte entlassen, nachdem es zuvor in sieben Spielen sechs Niederlagen gegeben hatte. Neuer Trainer wurde Scott Beattie, der den SCL zum Klassenverbleib führte, aber in der Anfangsphase der Folgesaison 2016/17 gehen musste. Unter Beatties Leitung war den Emmentalern in zehn Partien lediglich ein Sieg gelungen. Der Däne Heinz Ehlers übernahm das Traineramt. Er führte den SCL auf den zehnten Platz der Qualifikation, im Play-out wurde der Klassenerhalt als Tabellenerster gesichert.
Am 2. März 2019 sicherten sich die SCL Tigers die zweite Play-off-Teilnahme seit der Saison 2010/11. Im Viertelfinal schied die Mannschaft gegen Lausanne aus. Dennoch wurde die Saison 2018/19 als die beste seit 1976 eingestuft, was insbesondere Trainer Ehlers zugeschrieben wurde.

## Kader der Saison 2024/25
Stand: 4. Juli 2025
| Nr. | Nat.                  | Spieler                | Pos. | Geburtsdatum       | im Team seit | Geburtsort                 |
| --- | --------------------- | ---------------------- | ---- | ------------------ | ------------ | -------------------------- |
| 39  | Schweiz               | Luca Boltshauser       | G    | 17. Juli 1993      | 2022         | Zürich, Schweiz            |
| 91  | Schweiz               | Robin Meyer            | G    | 12. September 2000 | 2025         | Baar, Schweiz              |
| 36  | Tschechien Frankreich | Martin Neckar          | G    | 12. September 2005 | 2022         | Dijon, Frankreich          |
| 42  | Schweiz               | Phil Baltisberger      | D    | 13. November 1995  | 2024         | Zofingen, Schweiz          |
| 72  | Schweiz               | Samuel Erni            | D    | 9. April 1991      | 2017         | Frauenfeld, Schweiz        |
| 21  | Schweiz Tschechien    | Bastian Guggenheim     | D    | 20. November 2001  | 2020         | Schweiz                    |
| 27  | Finnland              | Santtu Kinnunen        | D    | 25. März 1999      | 2025         | Lahti, Finnland            |
| 15  | Schweiz               | Tim Mathys             | D    | 15. Dezember 2004  | 2024         | Huttwil, Schweiz           |
| 24  | Schweiz               | Noah Meier             | D    | 24. September 2002 | 2023         | Schweiz                    |
| 51  | Schweiz               | Claude-Curdin Paschoud | D    | 3. April 1994      | 2024         | Davos, Schweiz             |
| 50  | Finnland              | Juuso Riikola          | D    | 9. November 1993   | 2023         | Joensuu, Finnland          |
| 28  | Schweiz               | Dario Allenspach       | F    | 20. August 2002    | 2024         | Herisau, Schweiz           |
| 88  | Schweiz               | Jérôme Bachofner       | LW   | 8. Juli 1996       | 2025         | Dübendorf, Schweiz         |
| 11  | Finnland              | Hannes Björninen       | C    | 19. Oktober 1995   | 2025         | Lahti, Finnland            |
| 10  | Schweiz               | Joshua Fahrni          | C    | 21. Oktober 2002   | 2024         | Thun, Schweiz              |
| 66  | Tschechien            | Jiří Felcman           | C    | 17. April 2005     | 2023         | Hradec Králové, Tschechien |
| 87  | Schweiz               | Timo Jenni             | RW   | 24. Juli 2004      | 2016         | Schweiz                    |
| 13  | Lettland              | Oskars Lapinskis       | F    | 3. Mai 2002        | 2020         | Riga, Lettland             |
| 8   | Finnland              | Saku Mäenalanen        | RW   | 29. Mai 1994       | 2023         | Tornio, Finnland           |
| 82  | Finnland              | Harri Pesonen – C      | LW   | 6. August 1988     | 2021         | Muurame, Finnland          |
| 94  |                       | Patrick Petrini        | F    | 27. November 2001  | 2020         | Schweiz                    |
|     | Schweden              | André Petersson        | RW   | 11. September 1990 | 2025         | Olofström, Schweden        |
| 63  | Schweiz               | Dario Rohrbach         | RW   | 8. Juli 1998       | 2022         | Schweiz                    |
| 22  | Schweiz               | Joel Salzgeber         | C    | 26. Februar 2001   | 2021         | Schweiz                    |
| 40  | Schweiz               | Flavio Schmutz – A     | C    | 8. Oktober 1994    | 2020         | Andwil, Schweiz            |
| 71  | Schweiz               | Julian Schmutz         | C    | 28. Februar 1994   | 2023         | Bern, Schweiz              |
| 64  | Schweiz               | Matteo Wagner          | LW   | 12. März 2005      | 2025         | Bottmingen, Schweiz        |

## Nachwuchsbewegung
Die SCL Tigers sind schweizweit bekannt für ihre gezielte Nachwuchsförderung. Zwei der bekanntesten Schweizer Eishockeyspieler stammen aus dem Emmental: Reto von Arx, der erste Schweizer Torschütze in der National Hockey League, sowie Martin Gerber, der ebenfalls in der National Hockey League im Einsatz stand.
1999–2002 wurde unter dem Namen Schlittschuh-Club Langnau lediglich noch die Juniorenabteilung geführt, welche sich aber 2002 in die «SCL Young Tigers» umbenannte.

## Fans
Schon in der 1. Liga hatte der Club einen Zuschauerschnitt von über 4'000 Zuschauern pro Spiel. Doch nach mehreren Tiefschlägen (2× Abstieg in die 1. Liga) und Höhen (Wiederaufstieg in die NLA 1998) zerbrach die Fankultur zwischen 2003 und 2005 teilweise. Grund dafür waren Fehlentscheidungen in der Vereinsführung, das Verpassen der Play-offs in den letzten elf Jahren und Fehleinkäufe im Kader.
In der Saison 2010/2011 erreichten die SCL Tigers erstmals die Play-offs, was einen wahren Hype um die Mannschaft und die Tigers auslöste. Obwohl man in der ersten Play-off-Runde gegen den SC Bern ausschied, war es eine der besten Saisons, was die Fans und die Stimmung im Stadion betrifft.
Es entstanden in den darauffolgenden Jahren mehrere neue Fanclubs, die ihre Mannschaft bis heute an jedem Spiel unterstützen.
Trotz dem Abstieg in die NLB in der Saison 2012/2013, dem Tiefpunkt der letzten 15 Jahre, signalisierten die Anhänger der SCL Tigers die Treue zum Verein. In der Qualifikation der Saison 2013/2014 besuchten im Schnitt über 5000 Fans die Heimspiele.
Seit 2006 existiert mit der Fanszene Langnau ein Zusammenschluss von Fanclubs der SCL Tigers, welcher das Ziel hat, gemeinsam Choreografien vorzubereiten und die Stimmung an den Spielen im Stadion zu verbessern.

## Stadien
- 1946–1959 Natureisbahn Oberfeld
- 1959–1975 Kunsteisbahn Langnau
- 1975–2023 Ilfishalle
- 2023–2028 Emmental Versicherung Arena

## Gesperrte Trikotnummern
- # 12 Todd Elik
- # 17 Daniel Aegerter
- # 26 Martin Gerber
- # 44 Walter Gerber